# Arikarština

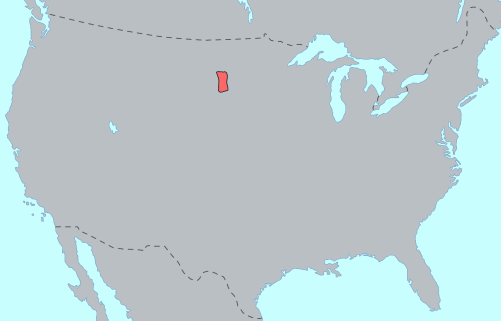
Původní rozšíření arikarštiny

Arikarština (anglicky Arikara, Arikaree, Arikari nebo Ree, arikarsky: Sáhniš) je severoamerický indiánský jazyk, jenž je součástí skupiny póníjsko-kitsajských jazyků, která patří do kaddoské jazykové rodiny. V roce 1997 jím mluvilo 20 převážně starých lidí z kmene Arikarů, jejichž rezervace leží na západě Severní Dakoty.
Blízkým jazykem je póníjština (Arikarové se oddělili od Póníů asi v polovině 18. století), lidé hovořící těmito jazyky si však navzájem nerozumí.

## Příklady

### Číslovky
| Arikarsky       | Česky |
| áxkux           | jedna |
| pítkux          | dvě   |
| táwit           | tři   |
| ĉiití'iŝ        | čtyři |
| ŝíhux           | pět   |
| tŝaápis         | šest  |
| tawiŝaapiswaána | sedm  |
| tawiŝaápis      | osm   |
| nooxiniiwaána   | devět |
| nooxíni         | deset |